# الآلية الدولية لتصريف الأعمال المتبقية للمحكمتين الجنائيتين

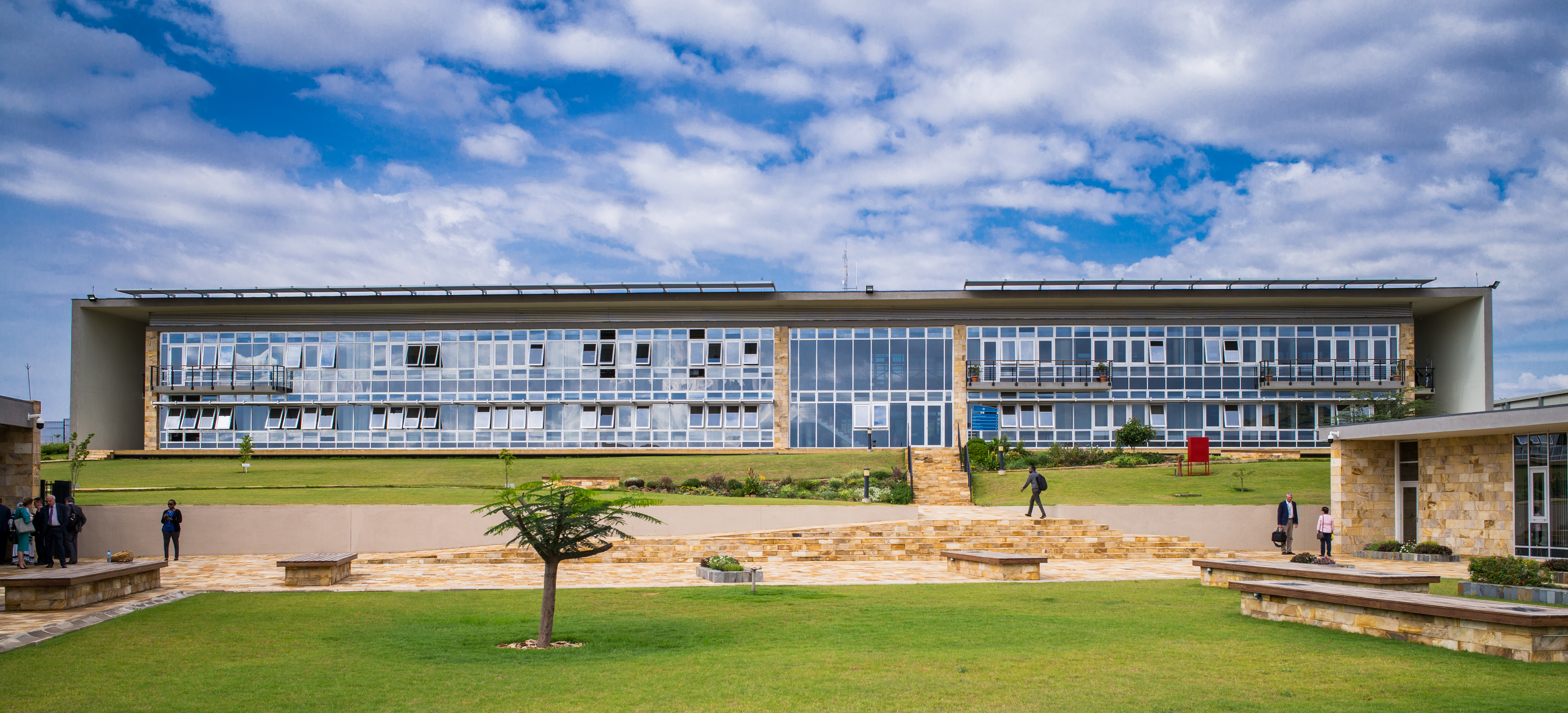
مبنى المحكمة في مدينة أروشا في تنزانيا.

الآلية الدولية لتصريف الأعمال المتبقية للمحكمتين الجنائيتين (بالإنجليزية: International Residual Mechanism for Criminal Tribunals) (بالفرنسية: Mécanisme international appelé à exercer les fonctions résiduelles des Tribunaux pénaux)، هي محكمة دولية أنشأها مجلس الأمن التابع للأمم المتحدة في عام 2010 لتصريف المهام المُتبقية للمحكمة الجنائية الدولية ليوغوسلافيا السابقة (ICTY) والمحكمة الجنائية الدولية لرواندا (ICTR) بعد انتهاء ولاية كلتا المحكمتين.

## قُضاة المحكمة

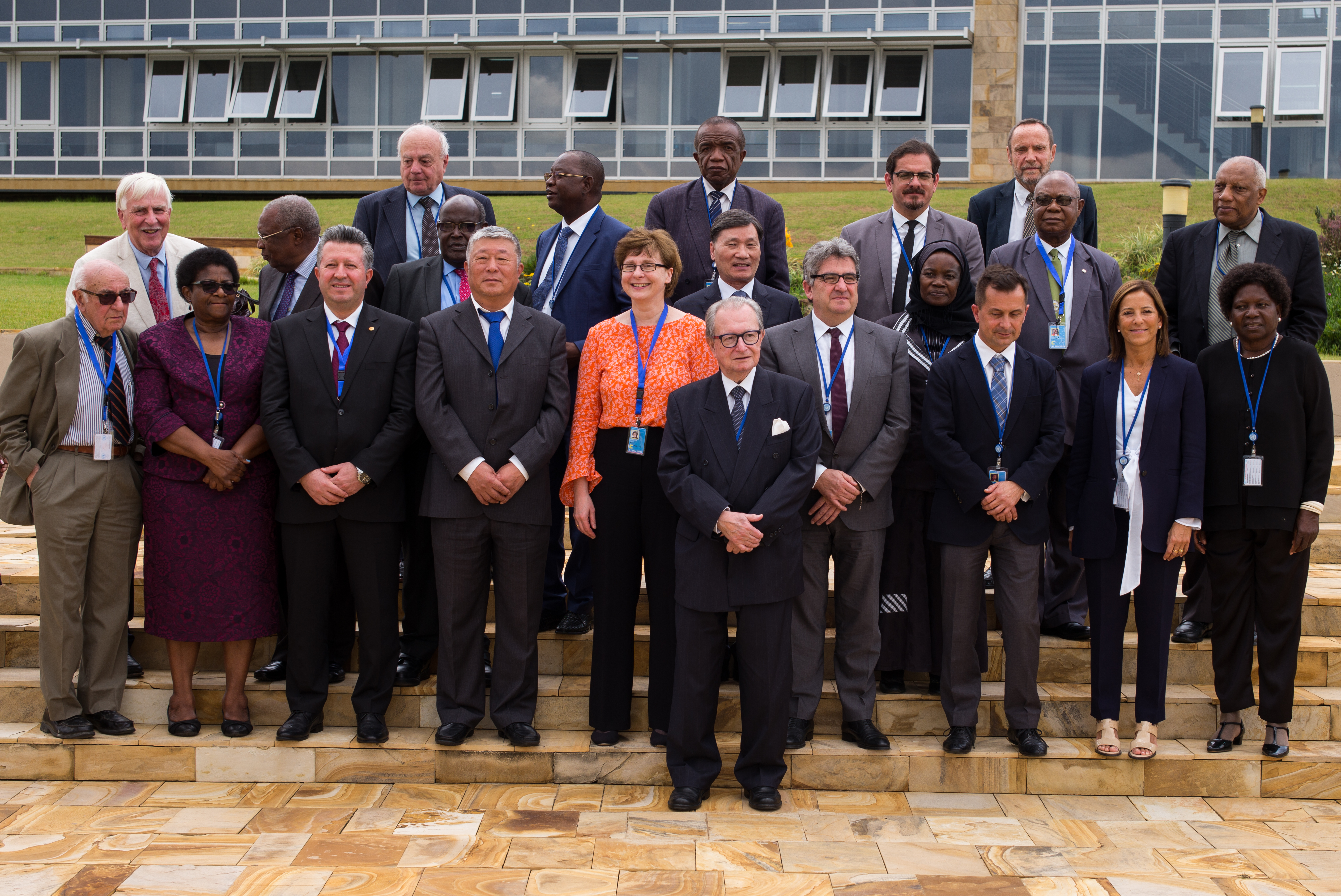
قضاة المحكمة سنة 2019.

يُنتخب قضاة الآلية من قبل الجمعية العامة من خلال قائمة يُعدها مجلس الأمن بعد ترشيحات الدول الأعضاء في الأمم المتحدة. تدور فترة اعتماد القضاة مُدة أربع سنوات ويُمكن للأمين العام إعادة تعيينهم بالتشاور مع رئيسي مجلس الأمن والجمعية العامة. ولا يحضر القضاة في الآلية إلى مقر المحكمة إلا عند الضرورة وبناء على طلب الرئيس. حيث يقومون بمهامهم عند بُعد قدر الإمكان.
| الاسم                                                       | الدولة           | تاريخ بداية العُهدة | تاريخ نهاية العُهدة | مراجع        |
| ----------------------------------------------------------- | ---------------- | ------------------ | ------------------ | ------------ |
| Carmel Agius                                                | مالطا            | 1 يوليو 2012       | ما زال في منصبه    | [ 2 ]        |
| Aydin Sefa Akay                                             | تركيا            | 1 يوليو 2012       | 30 يونيو 2018      | [ 2 ] [ 3 ]  |
| Jean-Claude Antonetti                                       | فرنسا            | 1 يوليو 2012       | ما زال في منصبه    | [ 2 ]        |
| Florence Rita Arrey                                         | الكاميرون        | 1 يوليو 2012       | ما زال في منصبه    | [ 2 ]        |
| Yusuf Aksar                                                 | تركيا            | 21 ديسمبر 2018     | ما زال في منصبه    | [ 2 ] [ 4 ]  |
| Mustapha El Baaj                                            | المغرب           | 15 يناير 2019      | ما زال في منصبه    | [ 2 ] [ 5 ]  |
| Iain Bonomy, Lord Bonomy                                    | المملكة المتحدة  | 6 فبراير 2020      | ما زال في منصبه    | [ 2 ] [ 6 ]  |
| Solome Bossa                                                | أوغندا           | 1 يوليو 2012       | 11 مارس 2018       | [ 2 ] [ 7 ]  |
| José R. de Prada Solaesa                                    | إسبانيا          | 1 يوليو 2012       | ما زال في منصبه    | [ 2 ]        |
| بين إيمرسون                                                 | المملكة المتحدة  | 1 يوليو 2012       | 19 يوليو 2019      | [ 2 ] [ 6 ]  |
| Christoph Flügge                                            | ألمانيا          | 1 يوليو 2012       | 7 يناير 2019       | [ 2 ] [ 8 ]  |
| Graciela S. Gatti Santana                                   | الأوروغواي       | 1 يوليو 2012       | ما زال في منصبه    | [ 2 ]        |
| Burton P. C. Hall ‏                                          | جزر البهاما      | 1 يوليو 2012       | ما زال في منصبه    | [ 2 ]        |
| Claudia Hoefer                                              | ألمانيا          | 21 فبراير 2019     | ما زال في منصبه    | [ 2 ] [ 8 ]  |
| Elizabeth Ibanda-Nahamya                                    | أوغندا           | 19 مارس 2018       | ما زال في منصبه    | [ 7 ]        |
| Vagn Joensen                                                | الدنمارك         | 1 يوليو 2012       | ما زال في منصبه    | [ 2 ]        |
| Gberdao Gustave Kam                                         | بوركينا فاسو     | 1 يوليو 2012       | ما زال في منصبه    | [ 2 ]        |
| Liu Daqun                                                   | الصين            | 1 يوليو 2012       | ما زال في منصبه    | [ 2 ]        |
| Joseph Masanche                                             | تنزانيا          | 1 يوليو 2012       | ما زال في منصبه    | [ 2 ]        |
| Theodor Meron                                               | الولايات المتحدة | 1 يوليو 2012       | ما زال في منصبه    | [ 2 ]        |
| Bakone Justice Moloto                                       | جنوب إفريقيا     | 1 يوليو 2012       | 30 يونيو 2018      | [ 2 ]        |
| Lee G. Muthoga                                              | كينيا            | 1 يوليو 2012       | ما زال في منصبه    | [ 2 ]        |
| الآلية الدولية لتصريف الأعمال المتبقية للمحكمتين الجنائيتين | غامبيا           | 1 يوليو 2012       | ما زال في منصبه    | [ 2 ]        |
| Prisca Matimba Nyambe                                       | زامبيا           | 1 يوليو 2012       | ما زال في منصبه    | [ 2 ]        |
| Alphons Orie                                                | هولندا           | 1 يوليو 2012       | ما زال في منصبه    | [ 2 ]        |
| Seon Ki Park                                                | كوريا الجنوبية   | 1 يوليو 2012       | ما زال في منصبه    | [ 2 ]        |
| Mparany Mamy Richard Rajohnson                              | مدغشقر           | 1 يوليو 2012       | 2 أكتوبر 2018      | [ 2 ] [ 9 ]  |
| Mahandrisoa Edmond Randrianirina                            | مدغشقر           | 29 يناير 2019      | ما زال في منصبه    | [ 2 ] [ 10 ] |
| باتريك ليبتون روبنسون                                       | جامايكا          | 1 يوليو 2012       | 17 نوفمبر 2015     | [ 2 ] [ 11 ] |
| Ivo Nelson de Caires Batista Rosa                           | البرتغال         | 1 يوليو 2012       | ما زال في منصبه    | [ 2 ]        |
| William H. Sekule                                           | تنزانيا          | 1 يوليو 2012       | ما زال في منصبه    | [ 2 ]        |
| Seymour Panton                                              | جامايكا          | 28 أبريل 2016      | ما زال في منصبه    | [ 2 ] [ 12 ] |

## روابط خارجية
- آلية الأمم المتحدة الدولية لتصريف الأعمال المتبقية للمحكمتين الجنائيتين